# 長棘長絨鮋
長棘長絨鮋（学名：Ablabys macracanthus），又名大棘帆鰭鮋、獅子魚、黑虎，为真裸皮鮋科帆鰭鮋屬下的一个种。為熱帶海水魚，分布於印度西太平洋區，包括馬爾地夫、菲律賓、泰國、安達曼群島、印尼、台灣、中國海域，棲息深度1-20公尺，體長可達20公分，棲息在沿岸砂泥底質底層水域，生活習性不明。